# Arturo Paoli
Arturo Paoli (Lucca, 30 de noviembre de 1912 - Lucca, 13 de julio de 2015)  fue un sacerdote católico y misionero italiano, que perteneció a la Congregación de los Pequeños Hermanos de Jesús.

## Biografía
Nació el 30 de noviembre de 1912, en San Martino in Vignale, una división de Lucca, viviendo su infancia y su adolescencia en Lucca. Posteriormente, comenzó la facultad de Letras de Pisa y se graduó en la Universidad Católica de Milán, en 1936.
Él sintió, sin embargo, la vocación al sacerdocio, ingresando en 1937, ya adulto, en el seminario de su diócesis. Fue ordenado sacerdote en junio de 1940.
Su ministerio sacerdotal no se limita sólo a la esfera religiosa, y durante los años de la Segunda Guerra Mundial, le toca participar en la Resistencia Italiana. A partir de 1943, actuará en apoyo a los judíos contra la persecución nazi, y pasará a ser perseguido.

## Tras la guerra
Tras la guerra, desempeña su ministerio en Lucca, hasta que, en 1949, es nombrado vice-asistente joven de la Acción Católica en la sede nacional en Roma. El arzobispo Giovanni Battista Montini (más tarde Papa con el nombre de Paulo VI), dice: percibimos las grandes cualidades intelectuales de Arturo Paoli, pero su servicio en Italia se enfrenta con los métodos y la ideología del entonces presidente nacional Luigi Gedda, el brazo derecho de tentativas de "normalización" de una asociación, disuelto durante los años del fascismo, expresando una animada actividad de carácter político.
En el inicio de 1954, recibió la orden de dejar Roma para embarcarse como capellán en el navío argentino "Corrientes", destinado al transporte de los emigrantes para aquel país.

## Se hace un Pequeño Hermano
Arturo haría sólo dos viajes en aquel navío, donde encontró Jean Saphores, un Pequeño Hermano de Jesús, que residía en Lima. Arturo acompañó la muerte de Jean, y decidió ingresar en la congregación religiosa inspirada en Charles de Foucauld y fundada por René Voillaume. Durante el periodo de noviciado, vivió en El Abiodh, Argelia. En aquel periodo encontró su viejo amigo Carlo Carretto, quien también había pasado de la dirigencia de la Acción Católica Italiana a la vida religiosa en el desierto del Sahara.
Después de la profesión religiosa, vivió en Oran durante los años de lucha por la liberación de Argelia, desempeñó las funciones de responsable de almacén en un depósito del puerto, en consonancia con el estilo de vida de la fraternidad.
En 1957, fue encargado de fundar una nueva Fraternidad de la Congregación en Bindua, zona de minería de carbón de Cerdeña, donde trabajó manualmente. Pero su retorno a Italia no fue bien visto por las autoridades vaticanas, que temían una radicalización de su crítica a los acuerdos entre poder civil y eclesiástico.

## Sudamérica

### Argentina
Se trasladó a Fortín Olmos, en la Argentina, para vivir entre los leñadores (hacheros) que trabajaban para una empresa británica de la madera. Cuando la empresa dejó de actuar en el área, debido a la reducción de la disponibilidad de quebracho. Arturo organizó una cooperativa para ayudar los trabajadores a continuar viviendo en el lugar. Fue uno de los primeros enfrentamientos con la política y la economía local. Esta experiencia está relatada en el documental Regreso a Fortín Olmos (2008) de Patricio Coll y Jorge Goldenberg.
En 1969, fue escogido como superior regional de la comunidad latino-americana de la Congregación y se mudó cerca de Buenos Aires, donde vivían los novicios de la Fraternidad. Allá, en la fervorosa atmósfera posterior al Concílio Vaticano II, en contacto con novicios de la Fraternidad viviendo en un barrio de población pobre, esbozó un acercamiento personal a una teología comprometida, previo a su adhesión a la teología de la liberación. En ese periodo, publicó su segundo libro: Dialogo della liberazione.
En 1971, se mudó a Suriyaco, Diócesis de La Rioja, una región semidesértica, muy pobre, donde Arturo, además de ayudar a fundar un nuevo noviciado de la Congregación, comenzó una fuerte amistad con el obispo Enrique Angelelli, que sería la voz profética de la Iglesia, durante los años de dictadura militar en la Argentina. Angelelli, del cual se hizo consultor teológico, muere trágicamente en 1976, en lo que aparentemente fue un accidente, pero que luego un juicio, muy postergado en el tiempo, demostró que en realidad fue un asesinato a manos de la dictadura militar. La sentencia del 4 de julio de 2014 condenó a dos militares de alto rango por ese asesinato.
En la Argentina, el clima político de la época del gobierno del peronismo afecta a Arturo: fue acusado de ser un traficante de armas con Chile, en la época del gobierno de Salvador Allende. En 1974 fue incluido en una lista de personas buscadas, en un cartel exhibido en toda las calles de Santiago.

### Venezuela
En 1974, durante las persecuciones contra integrantes de su Congregación en la Argentina, fue transferido a Venezuela.
En Venezuela, primero vivió en Monte Carmelo, enseguida, en la periferia de Caracas, donde produce diversos escritos como: Il presente non basta la nessuno y Il grido della tierra.

### Brasil
En 1983, se muda a Brasil, que vivía un proceso de redemocratización, para residir en San Leopoldo, Río Grande del Sur, donde desarrolló un trabajo pastoral con mujeres, inclusive con prostitutas.
En 1987 se muda, a pedido de Don Olívio Aurélio Fazza, a Foz do Iguaçu, donde residió en el barrio de Buena Esperanza, donde, atormentado por la condición de extrema pobreza de las personas del barrio, fundó la comunidad "Asociación Fraternidad y Alianza", una organización de solidaridad que buscaba dar dignidad a la población marginalizada.
En 1999, fue condecorado por el embajador de Israel con la medalla de "Justo entre las naciones", por haber salvado la vida de Zvi Yacov Gerstel y de su esposa, en 1944.
En 2000, constituyó la Fundación Charles de Foucauld, encargada específicamente de los jóvenes del proletariado y del subproletariado del barrio donde residía.
En 2004, en asociación con el padre Mario De Mayo, presidente de la Oreundici, inició el proyecto "Madre Tierra": una hacienda-escuela.
En 2006, recibió la Medalla de Oro al Valor Civil, del presidente de Italia, Carlo Azeglio Ciampi, debido al gran compromiso para salvar la vida de los perseguidos por los nazifascistas, particularmente los judíos, durante la Segunda Guerra Mundial.

## En Italia
Desde los años 1980 y 90, regularmente va a Italia, donde se hospeda en la sede de su Congregación, en Spello, y es invitado como conferencista sobre temas de espiritualidad y política en diversas ciudades de Italia. 
En diciembre de 2006 retorna a su ciudad natal, Lucca.
En 2011, fue inaugurado el Fondo de Documentación Arturo Paoli, que reunía una colección de imágenes, vídeos, testimonios escritos de su vida, y funcionaba en la Fundación Banca del Monte di Lucca, en la plaza San Martino, en Lucca.
En 2012, reside en la "Casa Beato Charles de Foucauld", en San Martino in Vignale, que es una residencia abierta a grupos e individuos que quieren experimentar una jornada personal de discernimiento en las colinas de Lucca, concedida por Don Italo Castellani arzobispo de Lucca. En esa etapa de la vida continuaba participando de congresos y encuentros, publicando nuevos libros, colaborando con periódicos y diarios, incluyendo los Cuadernos Mensuales de la Oreundici.
En 18 de enero de 2014, fue recibido por Papa Francisco.